# Zaragoza (tỉnh)

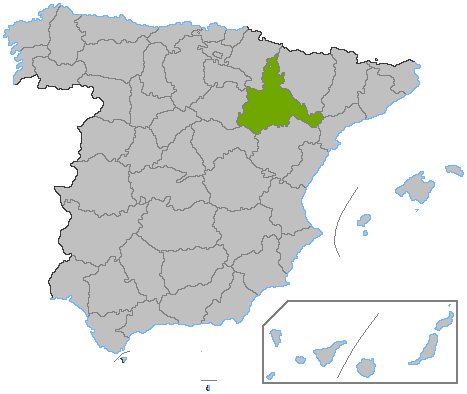
Tỉnh Zaragoza

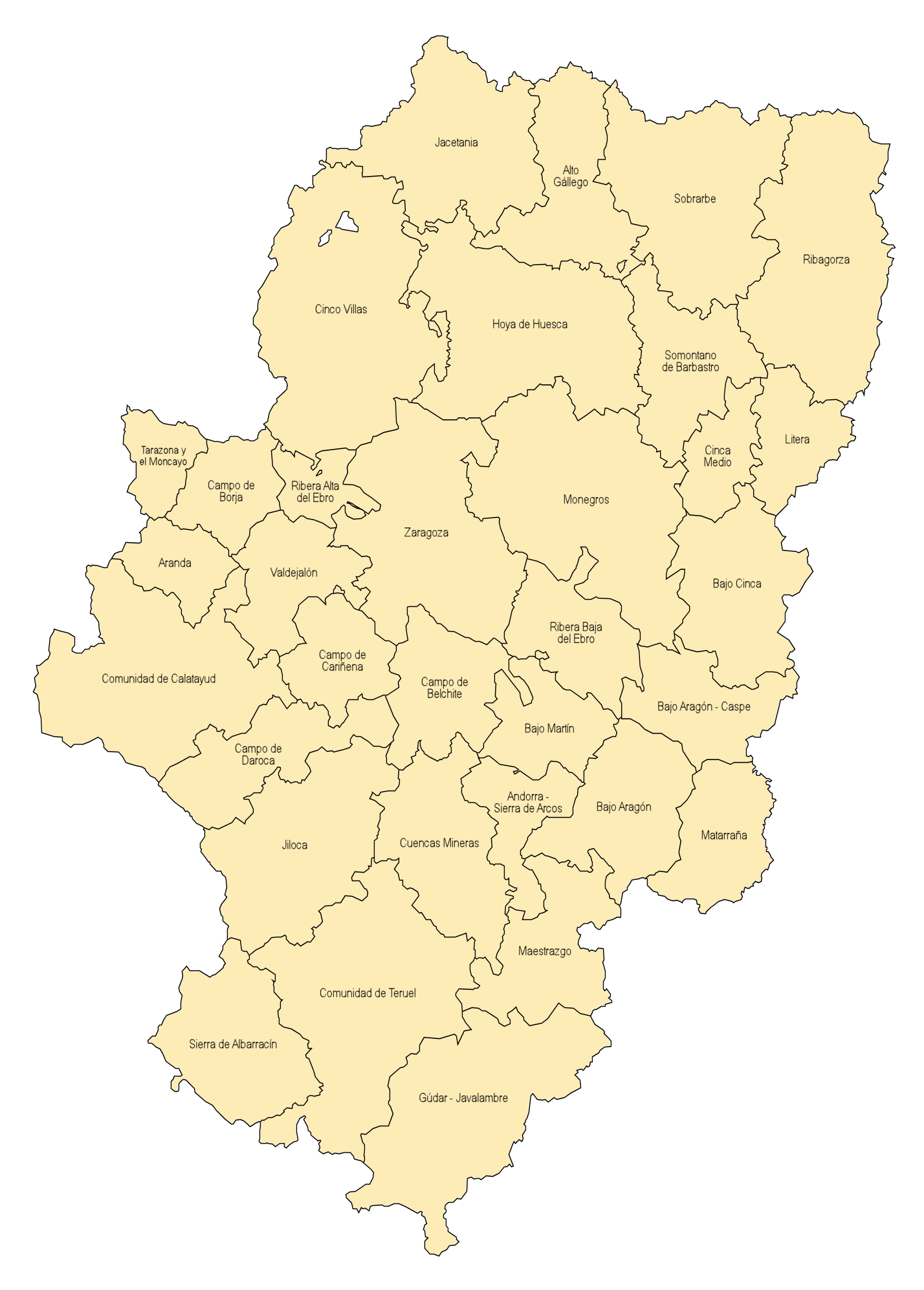
Comarca của Aragon

Zaragoza (tiếng Catalunya: Saragossa) là một tỉnh phía bắc Tây Ban Nha, ở trung bộ của cộng đồng tự trị Aragon. Tỉnh này giáp các tỉnh Lleida, Tarragona, Teruel, Guadalajara, Soria, La Rioja, Navarre và Huesca.
Thủ phủ là Zaragoza, cũng là thủ phủ cộng đồng tự trị. Tỉnh này có diện tích 17.274 km². Dân số năm 2003 là 880.118 người, trong đó có ¾ sống ở tỉnh lỵ. Tỉnh này có 292 đô thị. Xem danh sách các đô thị tại Zaragoza.
Comarca ở tỉnh the Zaragoza:
| No. | Name                              | Capital                   |
| 5   | Cinco Villas                      | Ejea de los Caballeros    |
| 12  | Tarazona y el Moncayo             | Tarazona                  |
| 13  | Campo de Borja                    | Borja                     |
| 14  | Aranda                            | Illueca                   |
| 15  | Ribera Alta del Ebro              | Alagón                    |
| 16  | Valdejalón                        | La Almunia de Doña Godina |
| 17  | Zaragoza                          | Zaragoza                  |
| 18  | Ribera Baja del Ebro              | Quinto de Ebro            |
| 19  | Bajo Aragón-Caspe/Baix Aragó-Casp | Caspe                     |
| 20  | Comunidad de Calatayud            | Calatayud                 |
| 21  | Campo de Cariñena                 | Cariñena                  |
| 22  | Campo de Belchite                 | Belchite                  |
| 24  | Campo de Daroca                   | Daroca                    |